# Julian Karol Nowotny
Julian Karol Nowotny (ur. 20 lutego 1876 w Nowym Targu, zm. 6 grudnia 1953 w Krakowie) – polski prawnik, profesor Uniwersytetu Jana Kazimierza we Lwowie oraz Uniwersytetu Jagiellońskiego.
Był doktorem praw i adwokatem, profesorem Wydziału Prawa Uniwersytetu Jana Kazimierza we Lwowie – docentem prawa karnego z tytułem profesora zwyczajnego. Wykładał również historię filozofii prawa. Był członkiem Towarzystwa Naukowego we Lwowie. Brał udział w pracach Wydziału Karnego Komisji Kodyfikacyjnej II RP. Po II wojnie światowej pracował jako wykładowca w stopniu docenta na Uniwersytecie Jagiellońskim w Krakowie. Na Wydziale Rolnym wykładał prawo skarbowe i ustawodawstwo leśne a na Wydziale Prawa – doktryny polityczne.
Julian Karol Nowotny był synem Bogumiła Fryderyka Nowotny (1835-1904) radcy wyższego sądu krajowego i radcy dworu i Zofii Nowotny (1839-1924) z domu Loegler. Miał czterech braci: Kazimierza Nowotny (1863-1924) adwokata, Adama Nowotny-Lachowicki-Czechowicz (1865-1936) generała majora cesarskiej i królewskiej Armii, generała dywizji Wojska Polskiego, Bogumiła Nowotny (1871-1960) pierwszego dowódcę polskiej marynarki wojennej, Franciszka Juliusza Nowotny (1872-1924) lekarza otolaryngologa, oraz siostrę Adolfinę Piela (1868-1968) 
Żonaty od 1902 z Janiną z d. Vimpeller. Pochowany w grobowcu rodzinnym na cmentarzu Rakowickim w Krakowie (kwatera Z, płn.).

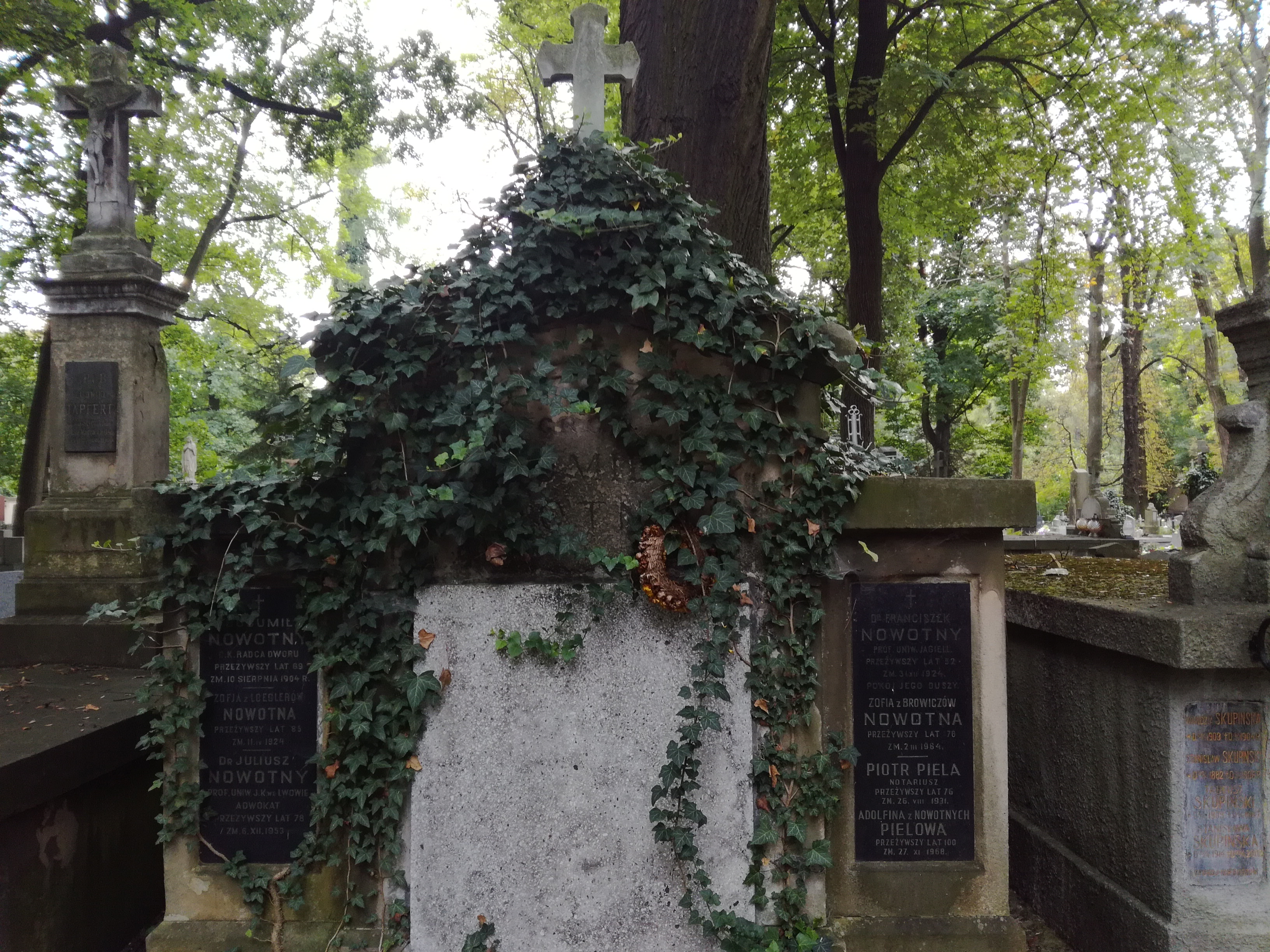
Grób Franciszka i Juliana Nowotnych na cmentarzu Rakowickim

## Publikacje
- Prawo Prasowe Julian Nowotny, Drukarnia Jakubowskiego i Sp., 1917
- Komentarz do Kodeksu postępowania karnego z dnia 19-go marca 1928 r. Nr 33 poz. 313 Dz.U.R.P. wraz z dotyczącemi ustawami i rozporządzeniami oprac.: Kazimierz K. Angerman, J. Nowotny, Jan Przeworski - F. Hoesick, Warszawa 1930
- Polskie gospodarstwo leśne: struktura prawna i organizacyjna Julian Nowotny - Państwowe Wydawnictwo Naukowe, 1951